# Nick Cannon
Nicholas Scott „Nick” Cannon (San Diego, 1980. október 8. –) afroamerikai színész, humorista, rapper, televíziós személyiség. Tévés karrierjét tizenévesen kezdte az All That című humoros műsorban, ezután a The Nick Cannon Show és a Wild 'N Out, majd az America's Got Talent tehetségkutató műsor negyedik évadjának házigazdája lett. Szerepelt a Drumline, Love Don't Cost a Thing és Roll Bounce című filmekben. Rapperként 2003-ban jelentette meg első albumát, 2006-ban pedig két kislemezt is megjelentetett második albumáról, ami azonban nem jelent meg. 2008-ban feleségül vette a nála több mint tíz évvel idősebb Mariah Carey énekesnőt, akivel hivatalosan 2016-ig tartott a házasságuk.

## Élete

### Gyermekkora
Cannon San Diegóban született, Beth Gardner és James Cannon gyermekeként. Apja vallási tévéműsort vezetett a dél-karolinai Charlotte városában. Nick gyermekként hol anyjával és nagyanyjával élt San Diegóban, hol apjával Charlotte-ban. Nyolcévesen kezdett fellépni, tizenegy évesen már humoristaként felléphetett annak a tévécsatornának a műsorán, amelyiknek az apja dolgozott. Tizenévesen Hollywoodba költözött, ahol a The Improvban, a The Laugh Factoryban és a Comedy Store-ban lépett fel. A Quail Hollow Middle School középiskolába járt, majd a Monte Vista High Schoolban érettségizett, 1998-ban. Mikor szerepet kapott a Drumline című filmben, a georgiai Augustában élt.

### Színészi pályafutása
Cannon először a Nickelodeon Sok hűhó című sorozatában kapott szerepet. 2002-ben saját műsora indult, a The Nick Cannon Show. Ugyanebben az évben kapott először filmfőszerepet, a Drumline-ban, majd 2003-ban a Love Don't Cost a Thing.ben. 2005-ben a Roll Bounce-ban szerepelt Bow Wow színész-rapperrel. Ugyanebben az évben szerepelt az Underclassman című filmben, melynek executive producere is volt. 2006-ban a Monster House rajzfilmhez adta a hangját, majd a Bobby című filmdrámában kapott szerepet.
Sikeres humorműsora, a Wild 'n Out négy évadot élt meg a MTV-n, 2005-től 2007-ig ment. Az ezt követő évben elindította Short Circuitz című sorozatát, szintén az MTV-n, de ez nem kapott kedvező fogadtatást és nem sokkal a bemutató után félbeszakadt.
2008-ban a Day of the Dead című filmfeldolgozásban kapott szerepet, ez csak DVD-n jelent meg. Szerepelt az American Son című független filmdrámában is.
2010. január 19-től reggeli rádióműsort vezet a New York-i 92.3 NOW FM (WXRK-FM)-en (reggel 6-tól 10-ig).

### Műsorvezetőként
2005-ben az MTV Wild 'N Out improvizációs komédiaműsorának volt a házigazdája, 2009-ben pedig az America's Got Talent tehetségkutató negyedik évadjáé. Ő volt a műsorvezetője a Nickelodeon Friday Night Slimetime egyetlen évadjának is. Ellen DeGeneres Bigger, Longer, and Wider műsorának zenei műsorvezetője volt, majd 2009-ben a HALO Awards díjkiosztót vezette Alicia Keysszel, Justin Timberlake-kel, Hayden Panettiere-rel és LeBron Jamesszel. Ezt december 11-én mutatták be.

### Rapperként
Cannon tizenévesen megalapította a Da Bomb Squad rapduót legjobb barátjával, Steve Grovesszal; Will Smith, LFO, 98 Degrees és Montell Jordan nyitóműsorszámaként is felléptek. 2001-ben Cannon leszerződött a Jive Recordsszal, ésLil' Romeo-val, valamint a 3LW-val együtt szerepelt a Jimmy Neutron: Boy Genius filmzenéjén; az 1988-ban sikeres Parents Just Don't Understand című dalt dolgozta fel. Első albuma Nick Cannon címmel jelent meg 2003-ban, rajta a Your Pops Don't Like Me című dallal.
2005-ben megalapította saját lemezkiadóját, a Can I Ball Recordsot, amelynél második albumát, a Stagest szándékozott megjelentetni ugyanebben az évben. Az album első kislemeze, a Can I Live? 2005 júliusában jelent meg, a második, a Dime Piece 2006 márciusában, magát az albumot azonban nem adták ki.
2009-ben új lemezkiadót alapított N'Credible Entertainment néven. 2010-ben Slick Rick rapperről mintázott alteregója, Slick Nick nevén adott ki két dalt, az egyikben, az I'm a Slick Rick címűben Eminemnek szólt be, a Nick's Storyban pedig Slick Rick Children's Story című számát dolgozta fel freestyle rapként. 2011. december 6-án megjelentette első mixtape-jét, a Child of the Cornt.
2013. július 26-án jelent meg új kislemeze, a Me Sexy, majd hét évvel azután, hogy Stages című albuma kiadatlan maradt, bejelentette, hogy dolgozik második stúdióalbumán, a White People Party Musicon, Afrojack, Pitbull, Future és Polow da Don közreműködésével. Az album második kislemeze, a Looking for a Dream, melyben Afrojack is közreműködött, 2014. február 11-én jelent meg, a klip pedig február 13-án a VEVO-n.
2016. november 16-án megjelent a második mixtape, a The Gospel of Ike Turn Up: My Side of the Story. Még a mixtape megjelenése előtt, november 7-én megjelent egy videóklip az If I Was Your Man című dalhoz. A dalban vendégszerepel Jeremih, a videóklipben pedig Chilli a TLC-ből. December 2-án megjelent a Hold On című dal az iTunes-on.

## Magánélete
Christina Milian énekes-színésznővel és Tiffany Pollard valóságshow-szereplővel is volt kapcsolata. 2007 februárjában kezdődött kapcsolata Selita Ebanks modellel, akinek hat héttel később, május 7-én megkérte a kezét a Times Square hatalmas kivetítőjén. Öt hónappal később, októberben felbontották az eljegyzést. 2008. április 30-án feleségül vette Mariah Carey énekesnőt Carey bahamai birtokán, a Windermere szigeten. Ikergyermekeik – egy lány és egy fiú – 2011. április 30-án születtek meg Los Angelesben. Az ikrek nevét május 4-én hozták nyilvánosságra, a lány a Monroe Cannon, a fiú a Moroccan Scott Cannon nevet kapta. A „Moroccan” ('marokkói') név onnan jött, hogy Mariah New York-i lakásának egy része marokkói stílusban van berendezve, és Nick itt kérte meg Mariah kezét. A „Scott” Nick Cannon középső neve és nagymamájának vezetékneve. Monroe-t a Mariah által csodált Marilyn Monroe-ról nevezték el, második keresztnevet azért nem kapott, mert Mariah-nak sincs.
Cannon 2012. január 4-én veseproblémákkal, 2013. február 17-én pedig tüdőembóliával került kórházba. Március 5-én bejelentette, hogy veseproblémáit lupus nephritis okozza.
2013. május 1-jén Cannon és Carey tündérmese témájú esküvővel ünnepelték ötödik házassági évfordulójukat és ikreik második születésnapját Disneylandben, és megerősítették házassági esküjüket. Carey Hamupikőkének öltözött.
2014 augusztusában Cannon megerősítette, hogy Carey és ő pár hónapja külön élnek, de Twitter-üzenetekben többször is felesége védelmére kelt, mikor a médiában híre ment válásuknak és emiatt kritika érte. „Szeretem @MariahCarey-t, és ez sosem fog változni!!”, „Az dühít fel a legjobban, amikor hallom, hogy rágalmazzák @MariahCarey-t” és „Örökké az adósa leszek, amiért megajándékozott a gyermekeinkkel… mindig feltétel nélkül szeretni fogom ezért és még oly sok mindenért. @MariahCarey csodálatos anya, és teljes szívemből bízom benne.” 2014. december 12-én Cannon hivatalosan is beadta a válókeresetet, a válást 2016-ban mondták ki.
Cannon 2016-ban beiratkozott a Howard University kommunikáció szakára.

### Gyerekei
Nick Cannon híres arról, hogy számos gyereke van különböző nőktől, és nagyon különleges neveket ad nekik. 2022-ben összesen öt nő várt gyermeket tőle egyszerre.
1. Monroe Cannon (lány, Mariah Carey-től, 2011. április 30.)
2. Moroccan Scott Cannon (fiú, Mariah Carey-től, 2011. április 30.)
3. Golden Sagon Cannon (fiú, Brittany Belltől, 2017. február 21.)
4. Powerful Queen Cannon (lány, Brittany Belltől, 2020. december 23.)
5. Zion Mixolydian Cannon (fiú, Abby De La Rosától, 2021. június 14.)
6. Zillion Heir Cannon (fiú, Abby De La Rosától, 2021. június 14.)
7. Zen Scott Cannon (fiú, Alyssa Scottól, 2021. június 23. – 2021. december 5.)
8. Legendary Love Cannon (fiú, Bre Tiesi-től, 2022. június 28.)
9. Onyx Ice Cole Cannon (lány, LaNisha Cole-tól, 2022. szeptember 14.)
10. Rise Messiah Cannon (fiú, Brittany Belltől, 2022. szeptember 23.)
11. Beautiful Zeppelin Cannon (lány, Abby De La Rosától, 2022. november 11.)
12. Halo Marie Cannon (lány, Alyssa Scottól, 2022. december 14.)

## Diszkográfia

### Albumok
| Év   | Cím                                                    | Listás helyezések | Listás helyezések | Minősítés                            |
| Év   | Cím                                                    | US                | US R&B            | Minősítés                            |
| ---- | ------------------------------------------------------ | ----------------- | ----------------- | ------------------------------------ |
| 2003 | Nick Cannon - megjelent: 2003. december 9.             | 83                | 15                | - eladott példányszám (USA): 201 000 |
| 2014 | White People Party Music - megjelent: 2014. április 1. | —                 | —                 |                                      |

### Kislemezek
| Év   | Cím                                                                       | Listás helyezés | Listás helyezés | Listás helyezés | Album                                           |
| Év   | Cím                                                                       | US Hot 100      | US R&B          | US Rap          | Album                                           |
| ---- | ------------------------------------------------------------------------- | --------------- | --------------- | --------------- | ----------------------------------------------- |
| 2001 | Parents Just Don't Understand (feat. Lil Romeo)                           | —               | —               | —               | Jimmy Neutron: Boy Genius filmzenealbum         |
| 2003 | Your Pops Don't Like Me                                                   | —               | —               | —               | Nick Cannon                                     |
| 2003 | Feelin' Freaky (B2K-vel)                                                  | 92              | 46              | —               | Nick Cannon                                     |
| 2003 | Gigolo (R. Kellyvel)                                                      | 24              | 21              | 9               | Nick Cannon                                     |
| 2003 | Shorty (Put It on the Floor) (Busta Rhymesszal, Chingyvel és Fat Joe-val) | —               | 101             | —               | Love Don't Cost a Thing filmzenealbum           |
| 2004 | Get Crunk Shorty (a Ying Yang Twinsszel és Fatman Scooppal)               | —               | —               | —               | –                                               |
| 2005 | Can I Live? (Anthony Hamiltonnal)                                         | —               | 85              | —               | –                                               |
| 2006 | It's Your Birthday (Fatman Scooppal)                                      | —               | —               | —               | –                                               |
| 2006 | My Wife (feat. Slim a 112-ből)                                            | —               | —               | —               | –                                               |
| 2006 | Dime Piece (Izzyvel)                                                      | —               | 70              | —               | –                                               |
| 2011 | Famous (feat. Akon)                                                       | —               | —               | —               | White People Party Music                        |
| 2013 | Me Sexy                                                                   | —               | —               | —               | White People Party Music                        |
| 2013 | Dance Floor                                                               | —               | —               | —               | White People Party Music                        |
| 2014 | Looking for a Dream                                                       | —               | —               | —               | White People Party Music                        |
| 2015 | Pajama Pants (feat. Future, Migos és Traphik))                            | —               | —               | —               | White People Party Music                        |
| 2016 | If I Was Your Man (feat. Jeremih)                                         | —               | —               | —               | The Gospel of Ike Turn Up: My Side of the Story |
| 2016 | Hold On                                                                   | —               | —               | —               | –                                               |

## Filmográfia
| Év        | Film                                 | Szerep             | Megjegyzések                            |
| --------- | ------------------------------------ | ------------------ | --------------------------------------- |
| 2000      | Whatever It Takes                    | Sakk-klubos gyerek |                                         |
| 2002      | Men in Black II                      | MIB ügynök         |                                         |
| 2002      | Drumline                             | Devon Miles        |                                         |
| 2003      | Love Don't Cost a Thing              | Alvin Johnson      | Alternatív cím: Love Don't Co$t a Thing |
| 2004      | Garfield: The Movie                  | Louis              | Hang                                    |
| 2004      | Shall We Dance?                      | Scott              |                                         |
| 2005      | The Beltway                          |                    | Executive producer                      |
| 2005      | Underclassman                        | Tracy „Tre” Stokes | Író, executive producer                 |
| 2005      | Roll Bounce                          | Bernard            |                                         |
| 2006      | The Adventures of Brer Rabbit        | Brer Rabbit        | Hang                                    |
| 2006      | Even Money                           | Godfrey Snow       |                                         |
| 2006      | Monster House                        | Officer Lester     | Voice                                   |
| 2006      | Bobby                                | Dwayne             |                                         |
| 2007      | Weapons                              | Reggie             |                                         |
| 2007      | Goal! 2: Living the Dream...         | TJ Harper          |                                         |
| 2008      | American Son                         | Mike               |                                         |
| 2008      | Holtak napja                         | Salazar            | Direct-to-DVD release                   |
| 2008      | Ball Don't Lie                       | Mico               |                                         |
| 2009      | The Killing Room                     | Paul Brodie        |                                         |
| Televízió |                                      |                    |                                         |
| Év        | Cím                                  | Szerep             | Megjegyzések                            |
| 1998-2000 | Sok hűhó                             | Több különböző     | 33 epizód                               |
| 1998-1999 | Kenan és Kel                         | Pizzásfiú          | 4 epizód                                |
| 2000      | The Parkers                          | Garland            | 1 epizód                                |
| 2001      | Taina                                | Alex LaTanya       | 2 epizód                                |
| 2002-2003 | The Nick Cannon Show                 | Saját maga         | 22 epizód Író Executive producer        |
| 2004      | Chappelle's Show                     | Saját maga         | 1 epizód #24                            |
| 2005-2007 | Nick Cannon Presents: Wild 'N Out    | Saját maga         | író Rendező Executive producer          |
| 2007      | Nick Cannon Presents: Short Circuitz | Saját maga         | 8 epizód Rendező Executive producer     |
| 2009. óta | America's Got Talent                 | Saját maga         | Műsorvezető                             |
| 2009. óta | TeenNick                             | Saját maga         | Elnök                                   |
| 2012. óta | Incredible Crew                      |                    | Alkotó                                  |

## Díjak
| Év   | Díj     | Jelölés eredménye               | Kategória                                             | Film vagy sorozat                                      |
| ---- | ------- | ------------------------------- | ----------------------------------------------------- | ------------------------------------------------------ |
| 2003 | Jelölés | Black Reel Awards               | Legjobb bemutatkozó előadás — Közönségdíj             | Drumline                                               |
| 2006 | Jelölés | Black Reel Awards               | Best Ensemble                                         | Roll Bounce (Shared with cast)                         |
| 2007 | Győzött | Cannes-i filmfesztivál          | Male Revelation                                       | -                                                      |
| 2006 | Győzött | Hollywood Film Festival         | Ensemble of the Year                                  | Bobby (Shared with cast)                               |
| 2001 | Jelölés | Nickelodeon Kids' Choice Awards | Favorite Television Actor                             | Sok hűhó                                               |
| 2002 | Győzött | Nickelodeon Kids' Choice Awards | Favorite Television Actor                             | The Nick Cannon Show                                   |
| 2003 | Jelölés | Nickelodeon Kids' Choice Awards | Favorite Television Actor                             | The Nick Cannon Show                                   |
| 2003 | Jelölés | MTV Movie Awards                | Breakthrough Male Performance                         | Drumline                                               |
| 2003 | Jelölés | MTV Movie Awards                | Best Kiss                                             | Drumline (Shared with Zoe Saldana)                     |
| 2007 | Jelölés | Screen Actors Guild Awards      | Outstanding Performance by a Cast in a Motion Picture | Bobby (Shared with cast)                               |
| 2003 | Jelölés | Teen Choice Awards              | Choice Movie Actor — Drama/Action Adventure           | Drumline                                               |
| 2003 | Jelölés | Teen Choice Awards              | Choice Movie Breakout Star — Male                     | Drumline                                               |
| 2004 | Jelölés | Teen Choice Awards              | Choice Movie Liplock                                  | Love Don't Cost a Thing (Shared with Christina Milian) |
| 2004 | Jelölés | Teen Choice Awards              | Choice Movie Liar                                     | Love Don't Cost a Thing                                |
| 2004 | Jelölés | Teen Choice Awards              | Choice Movie Chemistry                                | Love Don't Cost a Thing (Shared with Christina Milian) |
| 2006 | Jelölés | Teen Choice Awards              | TV — Choice Personality                               | Nick Cannon Presents Wild 'n Out                       |
| 2007 | Jelölés | Teen Choice Awards              | TV — Choice Personality                               | Nick Cannon Presents Wild 'n Out                       |
| 2007 | Győzött | Chopard Trófea                  | Cannes-i fesztivál (férfi felfedezett)                |                                                        |